# Laize-la-Ville
Laize-la-Ville är en kommun i departementet Calvados i regionen Normandie i norra Frankrike. Kommunen ligger i kantonen Bourguébus som ligger i arrondissementet Caen. År 2018 hade Laize-la-Ville 825 invånare.

## Befolkningsutveckling
Antalet invånare i kommunen Laize-la-Ville
Referens: INSEE